# Das Gemeindekind
Der 1887 veröffentlichte Roman Das Gemeindekind gilt als das Hauptwerk der österreichischen Schriftstellerin Marie von Ebner-Eschenbach (1830–1916). Die adelige Autorin erlangte Bekanntheit durch ihre psychologischen Erzählungen mit gesellschaftskritischem Inhalt, verbunden mit der Forderung nach Emanzipation.
Der Titel Das Gemeindekind bezieht sich auf den Protagonisten Pavel Holub, der einer Dorfgemeinde auf der Tasche liegt, weil sein Vater gehenkt wurde und seine Mutter im Kerker sitzt. Thema der Geschichte ist der Einfluss der Erziehung und des Milieus auf die Entwicklung eines Individuums und dessen Wille bei der Gestaltung seines Lebens. Trotz mehrfacher Rückschläge gelingt Pavel der Aufstieg von einem ungeliebten Gemeindekind zu einem respektierten Gemeindemitglied. Dieser Werdegang widerlegt die Auffassung, dass negative Eigenschaften und Verhaltensweisen vererbt würden. Marie von Ebner-Eschenbach übt mit dem Roman Kritik an der gesellschaftlichen Einstellung gegenüber Kindern aus Problemfamilien, den Vorurteilen, die ihnen entgegengebracht werden, und ihrer Zurückweisung oder Abschiebung. Dabei nimmt sie weder Kirche, Adel noch Dorfgemeinschaft von ihrer Kritik aus.
Rezensenten sehen in dem Werk große Erzählkunst, verknüpft mit humanitärem Denken und pädagogischer Absicht der Dichterin. Der Roman wird zur Epoche des Spätrealismus gerechnet. Dies zeigt sich insbesondere in der authentischen Schilderung sozialer Umstände, einer gedämpften Verklärung und der abschließenden Darstellung einer sich frei entwickelnden Persönlichkeit.

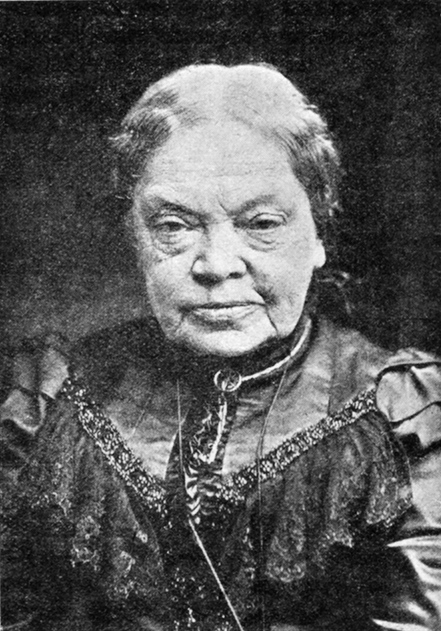
Marie von Ebner-Eschenbach

## Inhalt
Die Geschichte beginnt im Jahr 1860 mit dem Prozess des Vaters und Alkoholikers Martin Holub, der wegen Raubmordes gehenkt werden soll. Er beschuldigt seine Frau Barbara der Tat, die aber aus Furcht und wegen des Ehegelübdes nicht gegen ihren Mann aussagen will. Sie wird mit zehn Jahren Gefängnis bestraft, gegen ihren Mann hingegen wird das Todesurteil durch den Strang vollstreckt. Daraufhin werden ihre Kinder Pavel und Milada zu Gemeindekindern: Sie fallen in die Obhut der Gemeinde, worauf der Bürgermeister versucht, die Kinder der alten Baronin aufzubürden. Während diese sich des kleinen, vertrauensvollen Mädchens erbarmt und es aufnimmt, stößt sie sich an Pavels weniger ästhetischem Äußeren. Als Sohn eines Mörders und wegen eines Kirschdiebstahls scheint sein zukünftiger krimineller Werdegang bereits vorherbestimmt. Die Baronin überlässt ihn der Gemeinde, die sich nicht mit dem Jungen belasten möchte und ihn zu einem im Ort verrufenen Ehepaar, der Hirtenfamilie, abschiebt. Einmal versucht Pavel, seine Schwester im Schloss der Baronin zu befreien, der Schlosshund aber vereitelt den Versuch. Im anschließenden Verhör schweigt und trotzt Pavel, was das ihm entgegengebrachte Misstrauen noch verstärkt. Milada wird bald darauf in eine städtische Klosterschule gebracht und dort erzogen.
Virgil, Hirte und Alkoholiker, und Virgilova, Kräuterhexe und Kurpfuscherin, werden von der Gemeinde mit Getreide dafür bezahlt, dass sie sich des unangenehmen Jungen annehmen. In diesem Umfeld sind Pavels Voraussetzungen besonders schlecht. Die Hirtenfamilie schickt ihn zur Arbeit statt zur Schule und nimmt ihm das verdiente Geld ab. Unter dem Einfluss der Tochter der Hirtenfamilie, Vinska, begeht er Diebstähle. Pavels Ruf verschlechtert sich zunehmend. Er fühlt sich durch den Hass und Trotz gestärkt, der als Folge ständigen Hungers sowie der Prügel und Beschimpfungen von Seiten der Dorfgemeinschaft in ihm wächst. Darüber hinaus werden ihm auch Vergehen angelastet, die er gar nicht begangen hat, und er wird zum allgemeinen Sündenbock. Pavel akzeptiert seinen Status in der Gesellschaft. Einerseits verachtet er die Dummheit derer, die ihn zu Unrecht Untaten beschuldigen, andererseits findet er Genuss darin, das engstirnige Volk bei jeder Gelegenheit von neuem gegen sich aufzubringen.
Erst nachdem Pavel seine Schwester im Kloster besuchen darf und sie Pavel anfleht, sich zu bessern, will er versuchen, ein rechtschaffenes Leben zu führen. Er wendet sich an den Lehrer Habrecht, ein „kränklicher, nervöser Mann“ und berüchtigt als Hexenmeister, bittet ihn um Hilfe und beginnt, auf dem Gemeindegrund zu arbeiten. Mit der Zeit wird Pavel gesprächiger und bemüht sich, seine Stellung im sozialen Umfeld zu verbessern. Nachdem Pavel unter Verdacht gerät, den kranken Bürgermeister vergiftet zu haben, muss er seine Unschuld beweisen, was ihm auch gelingt. Danach macht er sich von Virgil und dessen Frau unabhängig und baut sich trotz zahlreicher Sabotagen seiner Mitbürger auf einem überteuert gekauften Grundstück ein Haus. Seine Konsequenz findet schließlich auch Bewunderer, die zu seinen Freunden werden: Arnost, den Schmied Anton und den Förster.
Trotz aller Bemühungen Pavels, sein Benehmen zu verbessern, auf den Ruf zu achten und sogar ein Menschenleben zu retten, zeigt sich bei der Mehrheit der Dorfbewohner keine Einsicht, was wiederum Aggressionen in Pavel auslöst und in einer Schlägerei endet, in der er sich gemeinsam mit Anton und Arnost gegen den Rest des Dorfes behauptet. Zehn Jahre nachdem Pavel Gemeindekind geworden ist, ist er Besitzer eines selbstgebauten Hauses und eines Feldes, das ihm die Baronin geschenkt hat. So kann er seine aus dem Gefängnis entlassene Mutter aufnehmen. Bevor Barbara ankommt, stirbt jedoch Milada aufgrund übermäßiger Askese im Kloster.

## Form und Sprache

### Aufbau
Ebner-Eschenbach selbst und der Verlag bezeichneten das Werk offiziell stets als Erzählung. Verschiedene Rezensenten aber ordneten Das Gemeindekind unterschiedlichsten Gattungen zu: Zumeist wurde es als Roman bezeichnet, in einzelnen Fällen auch als Entwicklungsroman, Bildungsroman oder Bauernroman, daneben auch als Novelle oder Dorfgeschichte. Letzteren Begriff verwendete Ebner-Eschenbach selbst einmal in einem Brief an Rodenbach. Heute ist das Werk als Roman bekannt.
Der Roman ist in neunzehn Kapitel gegliedert und erstreckt sich inhaltlich von 1860 bis 1870 – die erzählte Zeit beträgt zehn Jahre. Ursprünglich wurde der Roman in zwei Bänden herausgegeben. Der formale Einschnitt durch den zweiten Band lag zwischen dem zehnten und elften Kapitel. Gestützt wurde die Teilung durch den Spannungshöhepunkt der Untersuchungshaft im zehnten Kapitel und den von den vorangehenden Kapiteln unabhängigen Start des elften Kapitels, der den Blick zugleich in die Zukunft lenkt: „Außerhalb des Dorfes, zu Füßen eines Abhangs, den vor Jahren der längst ausgerodete Bauernwald bedeckt hatte, befand sich eine verlassene Sandgrube.“
Der Roman beginnt mit der Beschreibung der allgemeinen Zustände von Kunovic. Die individualisierte Handlung setzt erst mit dem Mord am Pfarrer ein; erst mit dieser von Martin begangenen Tat rückt die Familie ins Zentrum des Interesses der Dorfgemeinschaft und des Romans. Im Schweigen der Mutter während der Verhandlung zeigt sich bereits ein erstes wichtiges Element der Handlungsführung: das Missverständnis zwischen den Idealen der Charaktere und deren Umwelt. Bei der Gerichtsszene besteht das Missverständnis zwischen Barbara, die sich am Ehegelöbnis orientiert und dadurch ihren Mann nicht verraten will, und dem Gericht, das das Schweigen als Schuldbekenntnis interpretiert. Hinzu kommt der bereits von ihr dargestellte vermeintliche Trotz, eine folgende Charaktereigenschaft Pavels. Ein weiterer Leitgedanke ist auch bereits in der Exposition versteckt. Er zeigt sich in der grammatikalischen Form der Sätze „Barbara Holub trat ihre Strafe sogleich an“ und „An Martin Holub […] wurde das Urteil vollzogen“: Wer sein Schicksal annimmt, kann aktiv handeln; dagegen wird der, der sich der Passivität hingibt, vernichtet.
Weitere Leitmotive sind das Rufmotiv, veranschaulicht am Lehrer Habrecht mittels Vorwurf der Hexerei und an Pavel über die Vorwürfe der Dieberei, sowie das „neue Leben“, das nach dem Klosterbesuch einsetzt.
Pavels Entwicklung bildet im Gemeindekind den Hauptstrang, begleitet von den zwei Nebensträngen Barbaras und Miladas. Dafür spricht, dass die Nebenstränge unabhängig vom Hauptstrang verlaufen und ihre eigenen Einflüsse haben, also nicht von Pavels Dorfwelt beeinflusst sind. Des Weiteren kommt dem Handlungsstrang der Mutter die Funktion eines Rahmens zu, der sich zum Ende der Exposition von Pavels Handlungsbahn löst und erst am Schluss des Romans wieder in diesen zurückführt. Miladas Entwicklung hingegen findet keinen Anschluss mehr an den Hauptstrang und bildet somit keinen zweiten geschlossenen Strang. Briefe der Mutter und Pavels unsichere Urteile über sie erinnern den Leser immer wieder an die Rahmenhandlung.
Nach dem tiefgreifenden Einschnitt der Verurteilung, der Rahmen- und Haupthandlung teilt, beginnt die eigentliche Fabel und die Handlung wechselt von der Hauptstadt B., was für Brünn steht, in das fiktive Dorf Soleschau. Das kommende Kapitel unterscheidet sich grundlegend von der Vorgeschichte durch Ortswechsel und durch die dialogbeherrschte Erzählweise, die sich durch die weiteren Kapitel zieht. Folgende Ereignisse leiten sich logisch von der Ausgangssituation her. Rückblenden im zweiten Kapitel machen auf Pavels Sorge um Milada aufmerksam.
Pavels Lebensabschnitte werden durch räumliche Gegebenheiten begleitet. Solange er ein rebellischer Knabe ist, lebt er in Virgils Hütte. Der zweite Abschnitt, der Pavel als Lernenden zeigt, spielt in der Lehrerstube. Seine letzte Entwicklungsstufe, die er als Selbständiger erlebt, verbringt Pavel in seinem Haus in der Sandgrube. Diese Milieus haben ihre eigenen Einflüsse auf die Figuren. Unterstützt wird auch der Status der Figuren mittels geografischer Differenzierungen. Die „Chaluppe“ des Gemeindehirten steht dem das Dorf überragenden Schlossareal der Baronin gegenüber. So auch die Sandgrube, die höher liegt als des Lehrers Stube, was Pavel mit den Umzügen jeweils auf eine symbolisch höhere Ebene rücken lässt.
Der Höhepunkt im zehnten Kapitel dient als Mittelpunkt: Er setzt motivisch korrespondierende Ereignisse – in Kapiteln gemessen – zueinander in Symmetrie. Das ist der Fall bei der Exposition und dem Schluss, den Nebenhöhepunkten Schlossgerichtszene und Wirtshausprügelei oder beim Stiefelgeschenk und dem Feldgeschenk. Die Bedeutung der Szenen ist dabei konträr. Zum Beispiel ist das Stiefelgeschenk ein Anreiz, das Feld aber eine Belohnung. Der zweite Abschnitt (Schulmeisterstube) bildet jedoch den Übergang und eine Ausnahme.

### Der Erzähler
Als Roman der Epik zugehörig, ist Das Gemeindekind durchgängig in Prosa verfasst. Geschrieben ist das Werk überwiegend in Hochdeutsch. In direkten Reden werden gelegentlich Dialekte gebraucht, um die sozialen Schichten voneinander abzuheben.
Die Erzählweise ist der Entwicklung und den einzelnen Begebenheiten der Handlung angepasst. Im ersten Kapitel überwiegt ein berichtender Stil: Durch exakte Orts- und Zeitangabe inklusive der genannten realen Gemeinden sowie kurze, sachliche und prägnante Beschreibung der Lebensumstände der Holubs entsteht ein realistischer Schein. Bei der Beschreibung der Entdeckung des Mordes am Pfarrer kommen erstmals Präsensformen zum Einsatz, um die Dramatik zu steigern. Dieses Mittel zur Spannungs- oder Bedeutungssteigerung wird noch bei weiteren bedeutenden Szenen angewandt.
Während Pavels erstem Lebensabschnitt bestimmen Dialoge die Handlung, und die Beschreibung von Mimik und Gesten der Figuren spricht für sich. Dadurch erübrigen sich Erklärungen des Erzählers mehrheitlich. Im zweiten Teil des Romans werden die Sätze länger. Der breitere Erzählstil und dessen Komplexität sollen mit Pavels Reifung und Entwicklung einhergehen und sie unterstreichen.
Die Erzählperspektive geht von der auktorialen Form über in die vor allem ab dem zweiten Abschnitt dominierende personale Form. Um auch der psychologischen Entwicklung Pavels gerecht zu werden, tritt der Erzähler weiterhin mittels erlebter Rede zurück. Anfangs seiner Entwicklung bleibt die erlebte Rede nur auf positive Erlebnisse beschränkt wie im Falle der intuitiven Gedanken, als Pavel über Barbaras Brief nachdenkt.
Insgesamt überwiegt die objektive Beschreibung der fiktiven Welt die subjektive Wahrnehmung des Protagonisten.
Der Erzähler befasst sich nicht zu sehr mit Elendsschilderung und vermeidet Larmoyanz erzeugende Darlegungen. Von Einzelheiten distanziert sich der Erzähler sogar mit Phrasen wie „würdig des Pinsels eines Realisten“. oder „wie man ihm malt oder besser nicht malt“. Der Realist wurde zur Zeit der Publikation als Naturalist im heutigen Sinne verstanden. Überdies treten detailreiche Schilderungen und Erzählerkommentare ab Pavels zweitem Lebensabschnitt mehr und mehr in den Hintergrund, um dem Protagonisten eine erweiterte Erzählperspektive einzuräumen.
Marie von Ebner-Eschenbach benutzt im Gemeindekind vorwiegend eine breite, gehobene Gemeinsprache, um Realitätsnähe und Verständlichkeit zu erreichen. Auch die Sätze sind zu diesem Zweck überwiegend einfach konstruiert.
Sie hält sich überdies mit bildhaften Darstellungen zurück. Ebner-Eschenbach machte eine Stilentwicklung durch, in der sie die poetischen Anteile in ihren Werken zurücknahm. Das zeigt sich im Vergleich des Gemeindekindes mit Božena, einer ihrer ersten Erzählungen (1876). Trotzdem sind Vergleiche mit Tieren oder Gegenständen vermehrt zu finden. Zum Beispiel Metaphern mit „Katze“, „Bär“, „Schlange“ oder „wie ein Armvoll Getreide“, „glich dem Geräusch einer arbeitenden Säge“ und „wie der neue Sonntagsrock Vinskas sie warf“.
Auffallend ist auch die ungleiche Verteilung wertender Adjektive und Partizipien, die in der ersten Hälfte im positiven Sinne nur spärlich auftreten, in der zweiten aber zunehmen, womit sich der Erzähler mehr und mehr von der rein beschreibenden Erzählweise löst. Abgesehen vom Erzähler urteilen auch die Figuren, mehrheitlich die sittlich Gefestigten niederer sozialer Ränge, positiv wertend. Damit geht eine Verlagerung vom sachlichen materiellen Aspekt zu einer moralischen Einsicht einher: So etwa bei „gutes Mahl“ für eine „trübe Suppe“ mit „halbrohen Kartoffeln“ oder „Das große, das schöne, das gute Feld“ für ein in der Tat „schlechtes Feld“.
Im Roman kommen zur Betonung einzelner Stellen auch Alliterationen vor, beispielsweise bei „des hässlichen Hirten hübsche Tochter“; „nicht Lob noch Lohn“ oder „kecke Kinder“. Des Weiteren sind über die ganze Geschichte, unabhängig vom Inhalt verstreut, Verdoppelungen von Satzteilen auszumachen, eine eindringliche Eigenschaft im Stil Marie Ebners und zugleich ein Hauptstilmittel im Gemeindekind. So erzeugen Doppelprädikate wie „huschte und wackelte“ oder „sauste und brauste“ eine plastische, detailhafte Beschreibung. Doppelformen mit Adjektiven sowie prädikativen Ergänzungen wie „finster und grimmig“, „frisch und gesund“ oder „brav und rechtschaffen“ tragen auch effektiv zur bildlichen Gestaltung bei, können aber, insbesondere beim letzten Beispiel, durchaus tautologisch wirken und dem Beschriebenen einen ironischen Beiwert geben. Das Stilmittel wird auch mit Substantiven angewandt: „Sturm und Sturz“, „Verdammnis und Verwerfung“ oder „Übermut und Prahlsucht“.

## Interpretation
Rainer Baasner sieht den moralischen Verfall der Figuren gerechtfertigt durch ihre existentielle Not. Daraus ließe sich die Kritik an der Kirche ableiten: Die Dichterin würde den Geistlichen vorwerfen, den Zusammenhang zwischen Not und Existenzsicherung nicht zu erkennen. Dies sei in der Einleitung schon zu erkennen, als der Pfarrer die Familie Holub wegen der Sonntagsarbeit rügt, und folge in der unnachgiebigen Haltung der Klosterfrauen beim Klosterbesuch noch stärker.
Der Höhepunkt komme im Tod Miladas zum Ausdruck. Auch der Pfarrer des Dorfes Soleschau leiste Pavel keine Hilfe und die Religion bleibe aus dem Dorfleben ausgespart, was sich an der nicht beschriebenen Festmesse zeige. Der Glaube des Pfarrers an Pavels Schuld, den Bürgermeister vergiftet zu haben, verschärfe die Kritik zusätzlich. Weitere negative Züge bekomme der Pfarrer durch die intolerante Ablehnung der Lektüre des Lehrers, de rerum natura. Unverständnis komme auch bei der Laienschwester auf, die Miladas Erklärung „Er ist mein Bruder“ nur für eine religiöse Metapher hält.
Neben der Institution Kirche werde der Adel getadelt: Die Baronin trägt bei ihrer ersten Begegnung mit Milada und Pavel eine Brille als Zeichen der Kurzsichtigkeit, aufgrund deren sie Pavels gute Art nicht erkenne und ihn der Gemeinde überlasse.
Sie tut dies sogar in Kenntnis über die schlechte Versorgung der Gemeindekinder: Sie „weiß alles“: „Die Kinder, für welche die Gemeinde das Schulgeld zu bestreiten hat, können mit zwölf das A vom Z nicht unterscheiden“ und „die Kinder, für welche die Gemeinde das Schuhwerk zu bezahlen hat, laufen alle barfuß.“
Sprachrohr für Kritik an der Gesellschaft sei vor allem Lehrer Habrecht, der zum Beispiel bei der Betrachtung Pavels die „wohlwollenden Absichten der Natur“ durch „Verwahrlosung jeder Art“ „zuschanden gemacht worden“ sieht.
Der österreichische Literaturhistoriker Moritz Necker, ein Zeitgenosse Ebner-Eschenbachs, sieht in Habrechts Lehren die Weltanschauungen der Dichterin selbst, die Figur sei Ebners Sprachrohr und „dichterisches Pathos“. Man könne in der Figur Habrechts den sittlichen Gehalt aller Ebner’schen Dichtung erkennen und in ihm stecke der ethische Enthusiasmus der Dichterin selbst.
Ebner-Eschenbach wende sich gegen die Determination und lasse die Hauptfigur des Romans nicht im Missstand verharren, sondern lasse ihn schlussendlich sich unabhängig von der Umgebung entfalten, ist Karlheinz Rossbacher überzeugt. Pavel sei zwar geprägt von seinem Milieu, zugleich sei er aber auch wieder direkt von helfenden Mitmenschen abhängig. So stehe das Individuum zwischen Determination, Eigenkraft und Hilfe von außen beziehungsweise zwischen Milieu, Erziehung und eigenem Willen.
Dass der Protagonist abhängig ist von Zuneigung und Hilfe, dem entgegen aber auf vernichtende Vorurteile stößt, sieht auch schon ein Rezensent der Wiener Zeitung im Jahr 1887. Er bemerkt demzufolge auch den im Roman mitgeteilten „Mangel an sittlichem Charakter“, womit die Autorin auf ebendieses zeitgenössische Problem anspreche.
Ähnliche Auffassung zeigt Enno Lohmeyer: Er sieht den Protagonisten als „Modell sozialer Entwicklungschancen“, ähnlich den Protagonisten des Romans Božena sowie der Erzählung Die Unverstandene auf dem Dorfe.
Bekannt ist die Dichterin allgemein auch wegen ihrer Absicht, Menschen formen zu wollen und selbst pädagogisch aktiv zu sein.

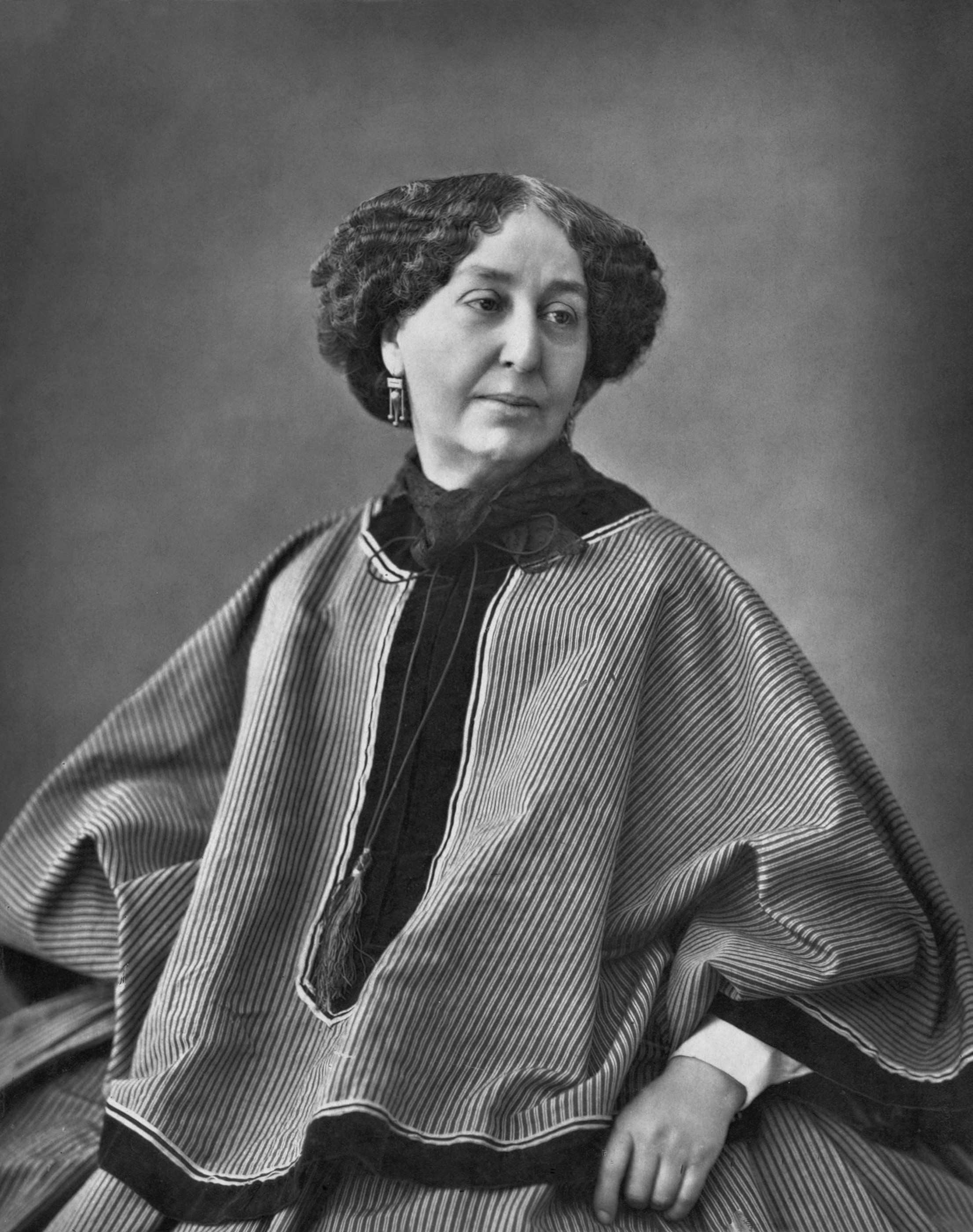
George Sand 1865

### Epigraph und dessen Interpretation
Dem Roman ist ein Epigraph vorangestellt:

« Tout est l’histoire. »

„Alles ist Geschichte.“

George Sand (1804–1876) war eine französische Schriftstellerin, die neben Romanen, Novellen und Theaterstücken auch sozialkritische und politische Texte verfasste, in denen sie unter anderem die Emanzipation der Frauen einforderte. Histoire de ma vie (1855) ist ihre Autobiografie.
„Tout est l’histoire“, zu deutsch „Alles ist Geschichte“, will sagen, dass alles egalitär sei. Auch Ebner-Eschenbach nimmt in diesem Sinne Bezug zur Forderung nach Gleichheit. Mit dem Epigraph übertrage die Autorin die Forderung auf den gesamten Roman und sie unterstreiche damit nochmals ihr soziales Verantwortungsgefühl. Andererseits wolle der Satz aussagen, dass alles und alle Teilhaber an Histographie sind. Das spiegele sich auch in einer Aussage Habrechts: „ihr Geringen, ihr seid die Wichtigen, ohne eure Mitwirkung kann nichts Großes sich mehr vollziehen“. Gedeutet wird das Epigraph in diesem Sinne auch als Anspruch der Dichterin, selbst ein Stück Zeitgeschichte geschrieben zu haben.

## Hintergrund
Das Gemeindekind ist noch in der Tradition des Spätrealismus oder Ideal-Realismus geschaffen worden. In diese Richtung weist auch die Entwicklung des Protagonisten, die sich, entgegen dem Determinismus im aufkommenden Naturalismus, nach ideellen Wertvorstellungen vollzieht. Im späten Stadium der industriellen Revolution hat der Fortschritt auch für die erzählte Zeit und den Protagonisten des Romans Bedeutung, etwa mit der Arbeitssuche oder mit der Dampflokomobile. Demgegenüber ist aber die soziale Frage ausgegrenzt.
Das Grundentlastungspatent und die Gemeindeautonomie waren bereits Tatsache, der Adel übte aber weiterhin Einfluss auf das Dorf aus. In Brünn wurde im Oktober 1860 (Ausgangspunkt des Romans) das Oktoberdiplom ausgerufen. Es scheint auch, dass Ebner-Eschenbach im zweiten Kapitel auf diese Stärkung des Adels anspielt, als der Bürgermeister sich an die Baronin wendet.
Der philosophische Gehalt wird überwiegend von der Figur Habrechts übermittelt, dessen Gesinnung vom Gedankengut der Aufklärung ausgeht, wofür seine Vernunft, die Rolle als Lehrer und seine Vorliebe für Lukrez steht.
Im Kontext mit der ethischen Bewegung erhält Habrechts Lehre aktuellen Bezug zum damaligen Zeitgeist. Seine Bemerkung, die neue Zeit sei eine „vorzugsweise lehrreiche“, beteuert die Aktualität und Wichtigkeit der sozialethischen Anstrengungen. Die ethische Bewegung hatte das Ziel, moralisches Gedankengut zu propagieren und darüber hinaus die Ethik von der Religion loszulösen. Die Bewegung fand ihren Beginn in Nordamerika, unter anderen war der Schriftsteller William Mackintire Salter mit seinem Werk Die Religion der Moral von Bedeutung. Ebner-Eschenbach hatte das Werk schon im Jahr seiner Entstehung gelobt. Moritz Necker bemerkte in einer Rezension von 1890, dass die wichtigste Erkenntnis, die Ebner-Eschenbach seit ihrem Drama Marie Roland (1867) gemacht hat, ist, dass Ethik und Metaphysik, Glaube und Sittlichkeit in keiner notwendigen Abhängigkeit voneinander stehen.
Vor und neben der ethischen Bewegung, beginnend schon zur Zeit des Josephinismus, setzten sich zahlreiche Philosophen, allen voran Bernard Bolzano (1781–1848), sowohl mit der Sozialethik als auch mit der Religion und deren Verhältnis zur Vernunft auseinander. Seine Werke haben Jahrzehnte nachgewirkt und in Vergleichen mit dem Gemeindekind sind Parallelen zu erkennen. Bolzano forderte bereits eine vernünftige Auseinandersetzung mit der Religion und des Weiteren angemessene Schulbildung für alle. Er thematisierte auch die Problematik verlassener Kinder und versuchte entsprechende Lösungen zu erarbeiten.

## Entstehungs- und Textgeschichte
Auslösendes Ereignis und Inspiration für den Roman soll eine persönliche Erfahrung Ebner-Eschenbachs mit Kindern sein. Eigene Aufzeichnungen in ihrem Tagebuch geben den Vorfall folgendermaßen wieder:

„Der Bürgermeister und die Geschworenen kamen Nachmittags mit den Kindern, die von der Gemeinde erhalten werden müssen, weil ihre Eltern im Kriminal sitzen. […] Drei Kinder, ein Knabe von 6, einer von 4 und ein Mädchen von 3 Jahren. Der Älteste schielt, sieht elend aus und so traurig, als ob er schon wüsste, was er vom Leben zu erwarten hat.“

Dem Roman gingen einige nicht sehr erfolgreiche Dramen voraus. Ihr Ziel, die Bühne des Hof-Burgtheaters, hat Ebner-Eschenbach nie erreicht. Als Autorin im erzählenden Genre zeigte sie mehr Talent. Der entscheidende Erfolg kam mit der Veröffentlichung der Erzählung Lotti, die Uhrmacherin in der Deutschen Rundschau 1880. Mit den Aphorismen im selben Jahr wurde Ebner-Eschenbach in den kommenden Jahren zu einer der berühmtesten deutschsprachigen Autorinnen. Sie konzentrierte sich in jenen und folgenden Werken mehr auf ihr soziales Gedankengut, ließ Forderungen nach Emanzipation, Gleichheit und politischen Veränderungen in ihre Werke einfließen und strebte aktive Veränderungen des Zeitgeistes an.
Von den Manuskripten des Gemeindekindes ist keines erhalten geblieben. Entstanden ist der Roman im Verlaufe des Jahres 1886. Die Entstehungszeit muss kurz gewesen sein, denn im Dezember 1885 bat Julius Rodenberg, Herausgeber der Deutschen Rundschau, um einen Beitrag, den Marie von Ebner-Eschenbach aus Zeitgründen aber ablehnen musste. Doch bereits im August 1886 sandte Ebner-Eschenbach Rodenberg einen Brief mit den fertig verfassten ersten neun Kapiteln und teilte ihm gleichzeitig mit, dass sie selbigen Tages das sechzehnte beenden wird. In ihrem Brief nannte die Dichterin ihre „Arbeit“ eine „Dorfgeschichte“. Rodenberg lobte den Text folgendermaßen:

„Liebe Freundin, das ist das Schönste, was sie geschrieben haben, nicht nur, es gehört zu dem Schönsten, was seit langer Zeit überhaupt geschrieben worden ist. Die Handlung, soweit ich bis jetzt urteilen kann, wundervoll aufgebaut, die Composition durchsichtig, klar, die Zeichnung der Charaktere fest, der Stil edel und über dem ganzen ein Hauch von Hoheit und Milde – […]“

Mit dem nächsten Brief vom 24. Oktober 1886 Ebner-Eschenbachs an Rodenberg schickte sie ihm die letzten Kapitel. Der erste Abdruck des Gemeindekindes erschien in der Deutschen Rundschau im Februarheft 1887 (50. Band); allerdings erst Kapitel eins bis zehn. Die Fortsetzung bis zum Schluss des Romans folgte im nächsten Heft (Mai; 51. Band). Die Reaktion auf die erste Veröffentlichung übertraf selbst die optimistischen Erwartungen Rodenbergs.
Noch im selben Jahr erschien die erste Buchausgabe: Das Gemeindekind. Erzählung von Marie von Ebner-Eschenbach. Band 1–2. Verlag der Gebrüder Paetel, Berlin 1887. Die Version stimmte weitestgehend mit der Zeitungsabschrift überein und erschien auch in zwei Bänden. Der Verlag kündigte am 1. Oktober 1891 die dritte Auflage des Gemeindekindes an, um sich für das Weihnachtsgeschäft 1892 zu wappnen. Er ließ den Roman mit dieser Fassung zudem zum Einband umgestalten und dem Aussehen nach der Ausgabe von Unsühnbar anpassen.
Die darauf folgende vierte Version bildete den fünften Band in den 1893 publizierten Gesammelten Schriften. In der fünften Auflage nahm Ebner-Eschenbach zahlreiche Änderungen in Interpunktion und Satzbau vor. So formte sie zum Beispiel große Sätze in leserfreundlichere, kleinere Satzteile um, wie sie bei ihrem Stil üblicherweise vorherrschen.
Die Autorin machte sich zudem die Mühe, Wörter gehobener Sprache durch umgangssprachlichere zu ersetzen, etwa indem sie „gewahr werden“ oder „dereinst“ in „sehen“ und „einst“ umschrieb. Die siebte Auflage von 1901 ist die letzte, in der Ebner-Eschenbach persönlich eingewirkt hat. Stilistische Änderungen wurden nur wenige vorgenommen, ansonsten konzentrierte man sich auf die Vereinheitlichung der Interpunktion. Motiv war vor allem, den Lesefluss zu verbessern, indem man die häufig verwendeten drei Punkte („…“) durch einfache Punkte sowie Semikola durch Kommas ersetzte. So konnte der Stil insgesamt vereinheitlicht werden und es wird deutlich, wie zufrieden Marie von Ebner-Eschenbach ursprünglich und nachfolgend mit der Hauptstruktur des Romans war. Das zeigt sich auch darin, dass die doppelten Prädikate, Attribute und Objektive, die Ebner-Eschenbachs Stil ausmachen, unberührt blieben.
Die Künstlerin konzentrierte sich fortan auf andere Werke, ihr Interesse am Gemeindekind ließ nach und sie überließ weitere Verbesserungen des Gemeindekindes den Verlagslektoren.

## Rezeption

### Rezensionen
Es wird angenommen, dass sich die Kritik den Erwartungen der Leser anpasste, da sich der Vorabdruck des Gemeindekindes großer Beliebtheit erfreute. Daher war man gewillt, stilistische und wissenschaftliche Zugeständnisse gemäß Publikumserwartungen zu machen, und negative Kritik ist entsprechend selten zu finden. Zudem standen Veröffentlichungen in enger Abhängigkeit zueinander und beeinflussten sich gegenseitig.
Infolge der allgemein positiven Kritik am Gemeindekind und des ökonomischen Erfolgs gegenüber anderen Ebner’schen Erzählungen waren negative Bewertungen am Gemeindekind immer seltener zu finden; es kam zu positiver Rückkoppelung.
Der nachmalige Ebner-Kenner Anton Bettelheim beschrieb Das Gemeindekind in Die Nation 1887 als Werk großer Erzählkunst mit pädagogischer Absicht und sah in ihm einen Beweis der Humanität der Dichterin. Die Hauptelemente seiner Rezension wurden zum Standardrepertoire aller weiteren Gemeindekind-Rezensenten. Außerdem würdigte Bettelheim die Figur Habrechts, dessen Worte wahrhaft wohltuend seien in „diesen Tagen der Menschenmakelei und Völkerverhetzung“.
„Frau v. Ebner-Eschenbach zählt zu den besten Erzählerinnen der Gegenwart“, hieß es in einer Rezension in der Presse. „Ihre Schilderungen, ihre Charakteristik und ihre Gestaltung der Handlung“ seien „meisterhaft“.
In einer anderen Rezension anlässlich der Gesammelten Schriften lobt der Literaturwissenschaftler Erich Schmidt Das Gemeindekind als gelungene Kombination von psychischem Einfühlungsvermögen und angemessener künstlerischer Darstellung.
Arthur Eloesser kritisiert die pädagogischen Elemente des Werkes, insofern sie die literarische Weiterentwicklung in Europa verpasst haben. Rainer Baasner entgegnet, das Argument gehe aber schon über die Tradition Ebner-Eschenbachs, die Kritik gehe nicht einher mit der Intention der Autorin und der Tradition des Realismus.

„Aber der soziale Roman in Europa hat sich über diesen schönen Glauben an das Gute doch hinaus entwickelt bis zur härteren Erkenntnis der Gesetzmässigkeit und Schicksalhaftigkeit unserer Lebensbedingungen.“

Als Ebner-Eschenbach am 25. Juni 1900 die Ehrendoktorwürde der Philosophischen Fakultät der Universität Wien verliehen wurde, stimmte man der Auffassung des Referenten J. Minors, der Das Gemeindekind als „Hauptwerk“ der Geehrten bezeichnete, allgemein zu.
Fortan wurden Rezensionen über Ebner-Eschenbach ohne eine Erwähnung des Gemeindekindes immer seltener.
Julius Kehlheim indessen nannte Das Gemeindekind bereits in einer Rezension von 1893 über die Gesammelten Schriften das Hauptwerk von Marie von Ebner-Eschenbach.

### Wirkungsgeschichte
1888 erschien in Arnhem eine niederländische Ausgabe auf dem Markt, 1893 in New York die amerikanische Ausgabe The Child of the Parish vom R. Bonner’s Sons Verlag. In Prag erschien 1901 die tschechische Übersetzung. Französische Verleger waren im Gegensatz zu Unsühnbar, Božena und Neue Dorf- und Schloßgeschichten an einer Übersetzung des Gemeindekindes nicht interessiert.
2008 wurde Das Gemeindekind in ein Hörspiel umgesetzt. Die Regie übernahm Götz Fritsch, die Komposition Otto Lechner und die Produktion der ORF/MDR. Beteiligt waren neben anderen Elisabeth Orth als Erzählerin, Wolfram Berger als Virgil und Birgit Minichmayr in der Rolle der Vinska.

## Textausgaben
- Marie von Ebner-Eschenbach: Das Gemeindekind. Reclam Verlag, Stuttgart 1985, ISBN 3-15-008056-8 – als Anmerkungen: [txt].
- Das Gemeindekind bei Zeno.org. (mit Kapitelübersicht).
- Das Gemeindekind im Projekt Gutenberg-DE